# James Patton Anderson
Pour les articles homonymes, voir James Anderson et Anderson.
James Patton Anderson (16 février 1822 – 20 septembre 1872) est un médecin américain, juriste et politicien, plus connu pour sa participation en tant que membre du Congrès des États-Unis du territoire de Washington , député du Mississippi, et délégué lors de la convention pour la sécession de l'État de Floride pour se retirer de l'Union.
Il a servi lors de la guerre de Sécession en tant que général dans l'armée des États confédérés, au sein de l'armée du Tennessee.

## Avant la guerre
« Patton » Anderson naît près de Winchester dans le comté de Franklin, Tennessee. Jeune garçon, il déménage avec sa famille dans le Kentucky en 1831, où il passe la majeure partie de sa jeunesse, et après part dans le Mississippi en 1838. Il va à l'école de médecine de l'Université Jefferson à Canonsburg, Pennsylvanie en 1840, avant que les problèmes financiers familiaux ne l'oblige à la quitter peu de temps avant l'obtention du diplôme en 1842. Peu après son retour à la maison, Anderson commence l'exercice de la médecine.
Il étudie le droit à l'école de droit de Montrose Law School à Frankfort, Kentucky, et est admis au barreau en 1843, ouvrant une étude à Hernando dans le comté de DeSoto, Mississippi. Il entre aussi dans les forces de la milice de l'État avec le grade de capitaine en 1846. Il sert, plus tard, lors de la guerre américano-mexicaine, commandant le 2nd Battalion, Mississippi Rifles avec le grade de lieutenant-colonel le 22 février 1848. En juillet 1848, il quitte le service actif des volontaires.
Anderson entre plus tard en politique, siégeant à la Chambre des représentants du Mississippi et se lie d'amitié avec Jefferson Davis, ancien officier des volontaires du Mississippi de l'armée des États-Unis. Il s'installe aussi en tant que prospecteur d'or. Quand Davis devient secrétaire à la Guerre sous la présidence de Franklin Pierce, il nomme Anderson marshal des États-Unis pour le territoire de Washington. Anderson s'installe à Olympia et sert en tant que marshal pendant plusieurs années avant d'être choisi pour représenter le territoire lors du trente-quatrième congrès en tant que démocrate.
Après son mandat de deux ans, préoccupé par l'effondrement de l'Union, il retourne dans le Sud dans l'État de Floride, vivant en tant que propriétaire d'une plantation près de Monticello ; il baptise son domaine « Casa Bianca ». Il est un participant actif lors de la convention de sécession de l'État de Floride.

## Guerre de Sécession
Juste avant le début de la guerre de Sécession, Anderson est nommé capitaine dans la milice de Floride le 11 janvier 1861. Peu après la sécession de Floride, Anderson est l'un des trois députés (délégués) de Floride pour le Congrès provisoire des États confédérés, débutant le 4 février 1861 et se terminant le 2 mai 1861. Il est l'un des signataires de la Constitution provisoire des États confédérés. Il accepte une commission de colonel du 1st Florida Infantry le 1er avril 1861, et sert initialement sous le commandement de Braxton Bragg à Pensacola. Là-bas, il commande la 2nd brigade de l'armée de Pensacola du 12 octobre 1861 au 27 janvier 1862.
Il est promu au rang de brigadier général le 10 février 1862, et est affecté au théâtre occidental, commandant une brigade lors de la bataille de Shiloh en avril. Il combat avec l'armée du Tennessee pendant les batailles de Perryville, Stones River, Chickamauga, et Chattanooga, avant d'être promu major général le 17 février 1864.
Après avoir brièvement servi en tant que commandant confédéré du district de Floride, Anderson retourne sur le terrain en juillet 1864 pendant la campagne d'Atlanta. Il dirige une division du corps de Leonidas Polk dans l'armée du Tennessee aux batailles de Ezra Church, Utoy Creek, et aux prémices de la bataille de Jonesboro avant d'être blessé sérieusement à la mâchoire dans la soirée du 31 août 1864. Temporairement inapte pour le service, il est relevé de son commandement et renvoyé chez lui à Monticello.
Il reprend le service en avril 1865 pendant la campagne des Carolines, malgré les ordres des médecins, et sert avec ses hommes pour le reste de la guerre jusqu'à leur reddition aux forces de l'Union à Greensboro, Caroline du Nord, au printemps 1865. Il est libéré sur parole le 1er mai 1865, et sera pardonné par le gouvernement des États-Unis le 2 décembre 1866.

## Après la guerre
Après la guerre, Anderson réside à Memphis, Tennessee, bien qu'il ait des difficultés à travailler en raison de ses blessures qu'il a subies lors de la guerre. Il vend des assurances pendant un temps et finalement devient éditeur d'un petit journal agricole. Il est collecteur d'impôts en souffrance de l'État pour le comté de Shelby.
Anderson meurt finalement relativement pauvre dans sa maison de Memphis à l'âge de 50 ans, à la suite des séquelles persistantes de sa blessure de guerre. Il est enterré dans le cimetière d'Elmwood (en), à Memphis, Tennessee.